# レッスルマニア36
レッスルマニア36（WrestleMania 36）はWWEが主催するペイ・パー・ビューイベント、かつ年間最大で世界最大のプロレスイベントレッスルマニアの第36回大会。2020年4月4・5日（日本時間5・6日）にWWEネットワークで放送された。当初はフロリダ州タンパのレイモンド・ジェームス・スタジアムで開催される予定だったが、新型コロナウイルスの大流行の影響で会場をパフォーマンスセンターに変更となった。さらに開催日をNXTテイクオーバーが予定していた4日を追加し2日間拡大。前身のWWF時代からペイ・パー・ビューイベントとしては史上初めて観客なしで行われた。

## 概要

### 背景

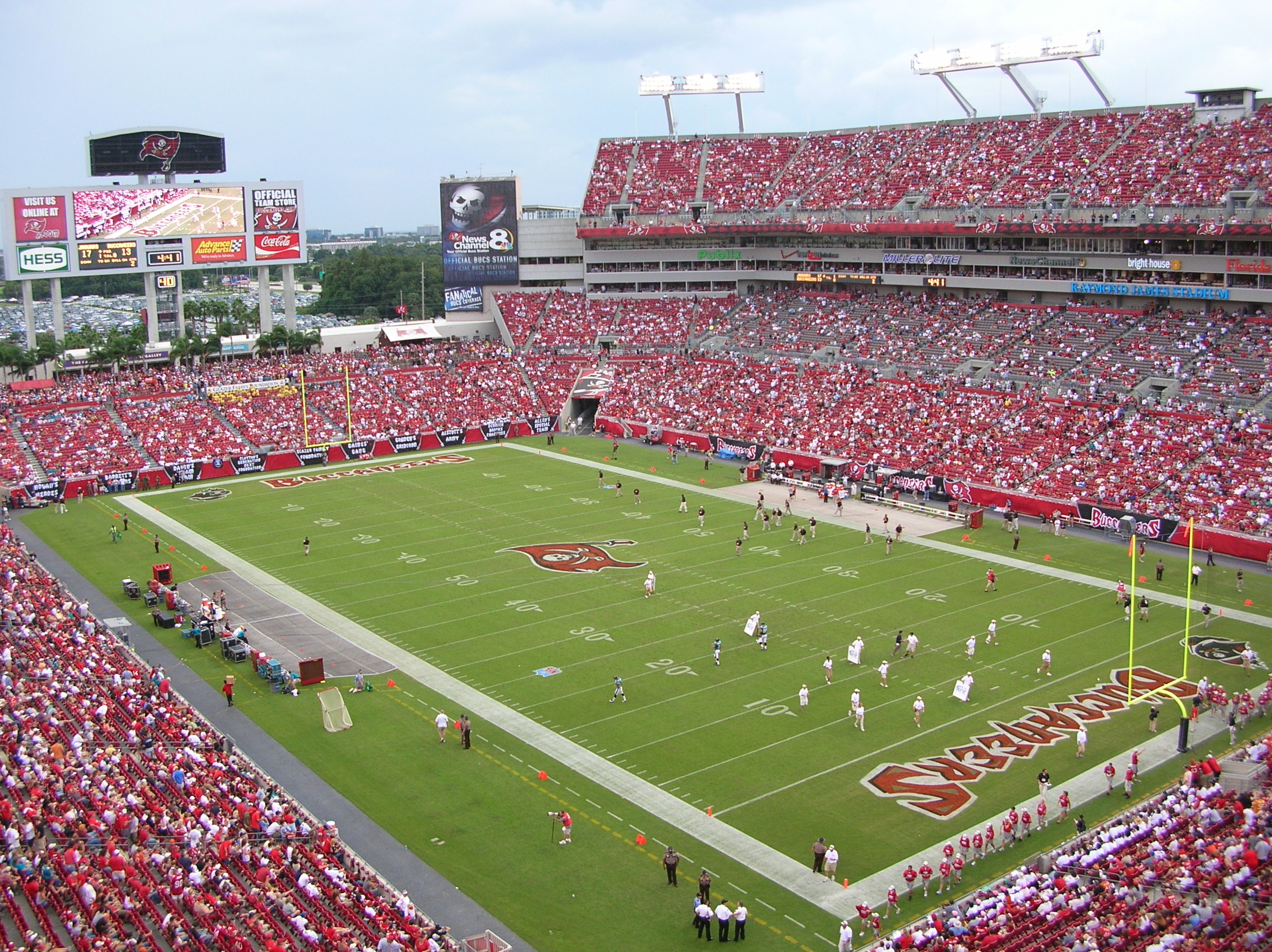
当初会場予定だったレイモンド・ジェームス・スタジアム

開催地は2019年3月7日に発表された。タンパでの開催は初。前後にはアマリー・アリーナでWWE殿堂入り式典、スマックダウン、NXTテイクオーバー、ロウ、タンパ・コンベンションセンターではレッスルマニア・アクセスが行われる予定だった。しかし新型コロナウイルス感染症の流行により、3月頃から世界中でスポーツなどのライブイベントが数多く中止となった。
3月16日、WWEはレイモンド・ジェームス・スタジアムでの有観客開催を断念するも、オーランドのパフォーマンスセンターにてWM36を無観客で行うことを発表。3月18日には中止となったNXTテイクオーバー:タンパベイの穴埋めとして4月4日も開催が決定し、史上初の無観客開催かつ2日間開催となった。また進行役に元NFL選手ロブ・グロンコウスキーが務めることが発表。グロンコウスキーはレッスルマニア33に登場したことがある.。
さらに3月21日には同大会前後を含むTVショウを集中的に収録。3月25・26日に本大会収録をするとPWInsiderが報じている。

### ストーリー

#### メインイベント
1月26日にヒューストンで行われたRoyal Rumbleで優勝したドリュー・マッキンタイアは、翌日の『ロウ』でブロック・レスナーとのWWE王座に挑む決意を表明。その後、Super ShowDownでリコシェから王座を防衛したレスナーと正式に王座戦が組まれる。
2月27日のSuper ShowDownで行われたガントレット形式トゥワイク杯戦。AJスタイルズは終盤まで生き残り、あとはレイ・ミステリオを撃破するのみとなった。しかし、スタイルズはミステリオを手下であるカール・アンダーソンとルーク・ギャローズに襲撃させる。そのまま勝利かと思われた矢先、ジ・アンダーテイカーが登場。チョークスラムを喰らい、あと一歩のところでトゥワイク杯を逃す。3月7日のRAWにて、スタイルズは本大会でテイカーへの挑戦を発表する。
2月27日のスーパー・ショーダウンでゴールドバーグはユニバーサル王座を奪取し、翌日の『スマックダウン』で、次期挑戦者をロマン・レインズを指名。しかしレインズはコロナ感染と2018年に公表した白血病の合併症のリスクから、相手をブラウン・ストローマンに変更して対戦する。

#### その他の試合
一方女子ロイヤルランブル戦を制した女王シャーロットはNXT女子王座を標的にリア・リプリーを襲撃する。2・16NXTテイクオーバー:ポートランドでの王座戦、防衛に成功したリプリーはシャーロットを襲撃。シャーロットは「レッスルマニアで会おうぜ」と堂々と王座戦予告を宣告した。
去年のレッスルマニアで史上初女子の試合でメインイベントとして行われ、ロウ・スマックダウン（その後王座陥落）女子王者を奪取した"ザ・マン"ベッキー・リンチは3・8に行うエリミネーション・チェンパー戦で6人で次期挑戦者を決定。アスカを破ったNXTのシェイナ・ベイズラーが挑戦権を獲得した。

## 試合結果

### 第一部
| No.                                                                             | 結果 | 試合形式                                                | 時間 |
| ------------------------------------------------------------------------------- | --- | ------------------------------------------------------- | ---- |
| 1P                                                                              | ●ドリュー・グラック vs. セザーロ○ | スペシャルシングルマッチ                                | –    |
| 2                                                                               | ●ザ・カブキ・ウォーリアーズ (アスカ & カイリ・セイン) (c) vs. アレクサ・ブリス&ニッキー・クロス○                                                            | WWE女子タッグ選手権                                     | –    |
| 3                                                                               | ○アライアス vs. キング・コービン● | シングル戦                                              | –    |
| 4                                                                               | ○ベッキー・リンチ (c) vs. シェイナ・ベイズラー● | WWEロウ女子王座戦                                       | –    |
| 5                                                                               | ○サミ・ゼイン (c) vs. ダニエル・ブライアン● | WWEインターコンチネンタル王座戦                         | –    |
| 6                                                                               | ○ジョン・モリソン (c) vs. コフィ・キングストン vs. ジミー・ウーソ                                                                                           | トリプルスレッドラダー形式WWEスマックダウンタッグ王座戦 | –    |
| 7                                                                               | ○ケヴィン・オーウェンズ vs. セス・ロリンズ● | ノーDQ戦                                                | –    |
| 8                                                                               | ●ゴールドバーグ (c) vs. ブラウン・ストローマン○(当初はローマン・レインズが挑戦予定だったが、レインズが出場を辞退したため、ストローマンが代役として出場した) | WWEユニバーサル王座戦                                   | –    |
| 9                                                                               | ●AJスタイルズ vs. ジ・アンダーテイカー○ | ボーンヤード戦                                          | –    |
| - (c) – 試合開始時点でのチャンピオンを指す - P – プレショーで行われた試合を指す | |                                                         |      |

### 第二部
| No. | 結果 | 試合形式                                                         | 時間 |
| --- | --- | ---------------------------------------------------------------- | ---- |
| 1P | ○リヴ・モーガン vs. ナタリヤ● | スペシャルシングルマッチ                                         | –    |
| 2 | ●リア・リプリー (c) vs. シャーロット・フレアー○ | NXT女子王座戦                                                    | –    |
| 3 | ○アリスター・ブラック vs. ボビー・ラシュリー (with ラナ)●                                                                                                | シングル戦                                                       | –    |
| 4 | ○オーティス vs. ドルフ・ジグラー (with マンディ・ローズ)●                                                                                                | シングル戦                                                       | –    |
| 5 | ○エッジ vs. ランディ・オートン● | ラストマン・スタンディング戦                                     | –    |
| 6 | ○ザ・ストリート・プロフィッツ (アンジェロ・ドーキンス & モンテズ・フォード) (c) vs. オースティン・セオリー & エンジェル・ガルサ (with ゼリーナ・ヴェガ)● | WWEロウタッグ王座戦                                              | –    |
| 7 | ○ベイリー (c) vs. サーシャ・バンクス vs. レイシー・エヴァンス● vs. ナオミ vs. タミーナ                                                                   | 5パックエリミネーションチャレンジ形式WWEスマックダウン女子王座戦 | –    |
| 8 | ●ジョン・シナ vs. "ザ・フィーンド"・ブレイ・ワイアット○                                                                                                  | ファイアフライ・ファンハウス戦                                   | –    |
| 9 | ●ブロック・レスナー (c) vs. ドリュー・マッキンタイア○ | WWE王座戦                                                        | –    |
| 10D | ○ドリュー・マッキンタイア (c) vs. ビッグ・ショー● | WWE王座戦                                                        | 6:55 |
| - (c) – 試合開始時点でのチャンピオンを指す - D – ダーク・マッチで行われた試合を指す - P – プレショーで行われた試合を指す | |                                                                  |      |